# Haas VF-24
O Haas VF-24 é um modelo de carro de Fórmula 1 projetado e construído pela Haas F1 Team para competir no Campeonato Mundial de Fórmula 1 de 2024. Foi pilotado por Kevin Magnussen, Nico Hülkenberg e o piloto reserva Oliver Bearman, os dois primeiros pilotos em seus últimos anos com a Haas e o último dirigindo o carro por quatro sessões de treinos e dois Grandes Prêmios: o primeiro no Azerbaijão, enquanto Magnussen cumpria seu banimento de uma corrida, e o segundo durante o Grande Prêmio de São Paulo de 2024, enquanto Magnussen estava doente.
O modelo foi lançado em 11 de fevereiro de 2024, com uma versão renderizada sendo exposta ao público no dia 2 do mesmo mês, revelando uma pintura que teve maior quantidade de detalhes pretos do que o VF-23. A pintura foi alterada para o GP dos EUA, em que a Haas incluiu detalhes azuis, pequenas estrelas na asa e na lateral, e um desenho de uma águia ao lado do logo da equipe.
O Haas VF-24 marcou o primeiro carro desenvolvido sob a nova gestão de Ayao Komatsu, chefe da equipe que substituiu Gunther Steiner. Uma melhoria em relação ao seu antecessor, o VF-24 marcou uma volta mais rápida com Magnussen em Abu Dhabi, embora esta não tenha computado para o campeonato, e alcançou como melhores resultados os sextos lugares de Hulkenberg na Áustria e na Grã-Bretanha. Com isso, a Haas ficou em sétimo no mundial de construtores, somando 58 pontos.

## Links externos
- Sítio oficial